# Sermamagny
Sermamagny je francouzská obec ležící v departementu Belfort, kantonu Giromagny.

## Dějiny
První zmínka o vesnici je z 11. století. V roce 1347 ji získali spolu s okolním panstvím Habsburkové. Sermamagny leží na důležité silnici mezi Německem a centrální Francií, a proto byla častým cílem válečného drancování ve středověku. Naposledy ji zničili Švédové za třicetileté války. Po jejím skončení v roce 1648 byla obec připojena k Francii.